# Hôtel de Boisgelin
L'Hôtel de Boisgelin (chiamato anche Hôtel de La Rochefoucauld-Doudeauville) è la sede dell'Ambasciata d'Italia presso la Repubblica francese, situata in rue de Varenne 47, nel VII arrondissement.

## Storia
La villa è stata costruita nel 1732 da Jean Sylvain Cartaud per Gérard Heusch de Janvry, segretario del re, su un terreno appartenente ai monaci della Carità ed è stata data in affitto con un canone enfiteutico per 45 anni.
Terminato questo tipo di canone nel 1778, la villa fu affittata dal principe Camille de Lorraine, conte di Marsan, l'anno seguente a Marie de Boisgelin ed infine, nel 1782, a suo fratello, Jean de Dieu-Raymond de Boisgelin de Cucé, arcivescovo di Aix-en-Provence.
Confiscata nel 1792 in quanto bene appartenente a emigrati, la villa fu inglobata nei possedimenti degli Ospizi di Parigi, poi venduta nel 1807 al conte Félix Bigot de Préameneu. I suoi eredi la vendettero nel 1837 a Marie François Félix de Bourbon-Conti, cavaliere d'Hattonville, figlio di Luigi Francesco Giuseppe di Borbone-Conti. Alla sua morte, nel 1840, andò alla sua vedova, Angélique Henriette de La Brousse de Verteillac, che si risposò nel 1841 con Louis-Sosthène de La Rochefoucauld, duca di Doudeauville, direttore delle poste durante la Restaurazione. Nel 1859 la donna affittò il primo piano della villa ad un figlio della prima moglie di quest'ultimo, Marie Charles Gabriel Sosthène de La Rochefoucauld, duca di Bisaccia. Nel 1876, acquistò il palazzo, che fece trasformare profondamente alla fine del XIX secolo da Henri Parent. Il primo piano della villa fu sopraelevato, le facciate sul cortile e sul giardino furono rimaneggiate, mentre la copertura dell'edificio venne completamente rifatta.
Nel 1875 venne costruito uno scalone ad intarsi di marmi policromi, ispirato a quelli di Versailles. È ornato da un arazzo raffigurante la storia di Ester della manifattura dei Gobelins: secondo la tradizione Luigi XV aveva offerto l'arazzo all'imperatore cinese, ma nel 1886 era stato acquistato dal duca di Bisaccia dopo il saccheggio del Palazzo Estivo di Pechino. Inoltre il duca fece montare delle boiserie provenienti dal castello di Bercy, acquistate nel 1860; fece costruire una cappella, un giardino d'inverno, una vasta sala da pranzo, delle scuderie per 25 cavalli, due rimesse per otto vetture e due sellerie. Solamente il salone conserva ancora le boiserie originarie.
La villa fu comprata nel 1937 dalla Caisse des dépôts et consignations. Dal 1938 uno scambio di affitti enfiteutici permette all'Italia di usare questo palazzo come sede della propria ambasciata e alla Francia di disporre di palazzo Farnese, a Roma, come Ambasciata di Francia in Italia.